# Redout-Kalé
Redout-Kalé, en géorgien  რედუტ-კალე, est un ancien port et forteresse de l'Empire russe dans le gouvernement de Kotatis, sur la côte est de la mer Noire, à l'embouchure du Kopi, à 373 kilomètres de Titlis, à 128 de Kotatis; il comptait 2500 habitants au XIXe siècle.
Les articles d'importation étrangère à Redout-Kalé les plus importants étaient les cotonnades, les lainages et les soieries, le sucre en pains, les boissons (vins de France et d'Espagne, champagne, bière, etc.), le café, les épices, l'acier, l'étain, le plomb, l'indigo, la cochenille et autres drogueries. On exportait de Redout-Kalé de la soie grège, de la cire, de la laine, des peaux fraîches, du bois, du caviar des pêcheries de Salian, etc. La soie constituait l'article d'exportation le plus important. 
Au moyen des steamers de la Compagnie russe de navigation et de commerce, Redout-Kalé se trouvait en communication régulière avec Odessa, les ports de la Crimée, de la mer d'Azov et de la Transcaucasie, de même qu'avec Bakmouth, Trébizonde, Constantinople, Smyrne et Marseille. Ces vapeurs transportaient les marchandises et les passagers. Les fortifications de Redout-Kalé ont été détruites en 1856.

## Source
Grand dictionnaire universel du XIXe siècle